# Mamma (film 1920)
Mamma (Over the Hill to the Poorhouse) è un film muto del 1920 diretto da Harry F. Millarde e tratto dalla poesia di Will Carleton. È un rifacimento di Over the Hill to the Poorhouse del 1908 di Stanner E.V. Taylor e di Over the Hills del 1911 di Joseph W. Smiley e George Loane Tucker.

## Produzione
Il film fu girato a Fort Lee, nel New Jersey, e prodotto dalla Fox Film Corporation.

## Distribuzione
Distribuito dalla Fox Film Corporation, il film uscì nelle sale cinematografiche statunitensi il 17 settembre 1920.